# Bolcocius
Bolcocius es un género de coleóptero de la familia Zopheridae.

## Especies
Las especies de este género son:
- Bolcocius bhutanensis
- Bolcocius elongata
- Bolcocius formosanus
- Bolcocius granulosus
- Bolcocius shibatai
- Bolcocius yaeyamensis